# Битва при Веви
Битва при Веви (греч. Μάχη της Βεύης) или Битва при Соровиче (тур. Soroviç Muharebesi  (по имени близлежащего города Аминдео в османский период) — сражение между греческой 5-й дивизией и частями VI корпуса Вардарской османской армии, начавшееся 21 октября (3 ноября) 1912 года и закончившееся 24 октября (6 ноября) 1912 года.
Одна из немногих османских побед в ходе Первой Балканской войны. Несмотря на свои ограниченные масштабы, сражение имело политические последствия и повлияло на формирование межгосударственных границ запада Македонии.

## Предыстория

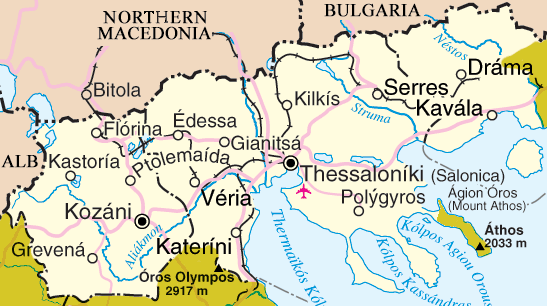
Современная карта Македонии

С началом Первой Балканской войны и после греческой победы при Сарантапоро, главнокомандующий греческой армией, наследный принц Константин намеревался развить наступление на северо-запад, в направлении к городу Монастир.
Регион был известен с греческой древности как «Линкестис» и в окрестностях города находились развалины древнего греческого города Гераклея Линкестис. Кроме того, город, под именем Монастир, был заметным центром в византийский период.
Ещё более существенным для греческих претензий на город было, значительное тогда, греческое население и роль города в греческом просвещении региона.
Греческий премьер-министр Венизелос считал, что главной задачей и направлением для армии должен стать город Фессалоники. Вместо этого и вопреки указаниям Венизелоса, почти вся Фессалийская (Македонская) армия — 6 дивизий, кавалерийская бригада и королевская гвардия — вошла в Македонию, обойдя Олимп с запада, отдалившись от поставленной первоочередной задачи.
Получив информацию о намерениях Константина, Венизелос обменялся телеграммами с наследным принцем, однако Константин не выполнил требование премьера развернуть армию на восток. В свой последней телеграмме Константин (согласно речи Венизелоса в парламенте 5 годами позже), говорил, что намерен идти к Монастиру, «разве что Вы мне запретите это». Последовал незамедлительный ответ Венизелоса: «Я вам запрещаю!». Факт этой конфронтации не подвергается сомнению, однако историки оспаривают факт существования этой последней телеграммы:243-246.

## Прикрывая левый фланг армии
14 (27) октября, 1-я, 2-я, 3-я, 4-я и 6-я греческие дивизии развернулись на восток.
5-я дивизия и кавалерийская бригада продолжали продвигаться в северо-западном направлении, но теперь основной задачей для них стало прикрытие левого фланга греческой армии, на случай атаки турецких сил с севера-запада.
15 октября 5-я дивизия заняла Птолемаиду, а 16 октября разбила слабую 18-ю османскую дивизию (1800 человек) в бою при селе Пердикка. Остаки османской дивизии отступили на север.
Продолжая своё наступление, дивизия заняла 18 октября Сорович (Аминдео).
19 октября, после непродолжительнего боя в теснине Кирли Дербен, дивизия заняла село Веви (Баница) и продолжила своё наступление к городу Битола.
Продолжая своё наступление, 5-я дивизия вошла в регион города Флорина.
Риза-паша, командующий турецкой группировкой, противостоящей сербским войскам, обнаружил у себя в тылу греческую дивизию.
Силы VI корпуса Вардарской османской армии включали в себя 16-ю, 17-ю дивизии Nizamiye, которые перед этим отступили к Битола после сражения с сербами при Прилепе, и остатки 18-й дивизии.
Турецкий командующий принял решение обрушить все свои ударные силы на одинокую греческую дивизию, а затем вновь повернуть их против сербов:249.
Он срочно выделил 10 отборных батальонов, с сильной артиллерией, под командованием генерала Джавит-паши. Джавит-паша атаковал 20 октября (2 ноября).
5-я дивизия весь день вела оборонительные бои, но была вынуждена 21 октября отступить к Аминдео.
16-й, 22-й и 23-й полки заняли позиции между сёлами Сотирас, Аминдео, Родонас и Фанос.
22 октября утром турки атаковали в направлении села Ксино, а затем, в полдень, в направлении села Петрес, но были остановлены огнём греческой артиллерии. До заката солнца продолжалась артиллерийская дуэль.

## Бой при Соровиче
23 октября состоялся бой у Соровича.
В 9 утра турецкая артиллерия начала обстрел греческих позиций, но была подавлена огнём греческих батарей.
В 3 полудня греческие части начали атаку в направлении села Петрес и вынудили турок, наседавших до того на правый фланг 5-й дивизии, отступить.
Однако левый фланг 22-го греческого полка подвергся контратаке и в свою очередь отступил.
Это не помешало 16-му греческому пехотному полку продвинуться за Сорович (Аминдео) и железнодорожную линию до села Петрес, завершая таким образом победный исход боя 5-й дивизии при Соровиче.

## Рейд Эссата и паника
Создавшуюся тупиковую ситуацию для Джавит-паши разрешил его земляк, албанец, лейтенант Эссат.
Эссат вызвался пройти в тыл 5-й греческой дивизии, возглавив пулемётное подразделение 49-го полка 17-й османской дивизии.
Джавит-паша колебался, но дал согласие, предупреждая Эссата, что при неудаче и потере пулемётов, тот будет расстрелян.
Отряд Эссата прошёл через турецкое село Родонас
Патруль 2-й роты 5-го греческого батальона, находившегося в авангарде, доложил о замеченном шуме, но командир батальона не придал этому значение.
Для того чтобы выйти в тыл греческим частям, нужно было пройти через топи.
Эту задачу взял на себя болгарин, именуемый турками Каракомит, который в прошлом был отмечен гонениями и преступлениями против греческого населения и сторонников Константинопольского Патриархата села Ксино Неро.
Официально Греция и Болгария были союзниками, но болгарин продолжал традицию антагонизма периода Борьбы за Македнию.
Используя местами лодки, отряд Эссата выбрался на рассвете 24 октября к селу Неа Коми и занял высоту 640, недалеко от расположения инженерной роты 5-й дивизии.
Неожиданный мощный огонь вызвал панику в роте и её бегство.
В создавшемся хаосе, отряд Эссата быстро двинулся к 5-й батарее. Артиллеристы не дрогнули, но успели выпустить не более 10 снарядов. Батарея понесла потери, включая своего командира С. Делапортаса. Командир батальона мостостроителей приказал своей 2-й роте идти на помощь 5-й батарее. Но рота обстреливалась с высоты 640 и отошла с потерями.
Образцом сопротивления стала 6-я батарея, чей командир К. Катикурас был убит турками на лафете.
Захваченные турками орудия греческая армия найдёт среди трофеев, победного для греческого оружия, Сражения при Бизани 21 февраля 1913 года.
Потеряв контроль над обстановкой, комдив 5-й дивизии, полковник инженерного корпуса Димитриос Матфеопулос, вместе со своим штабом, отступил на юг, к селу Филотас.
Дивизия беспорядочно отступала
Не ожидая завершения боёв, турки по ходу сожгли греческое село Ксино Неро и, частично, Сорович (Аминдео). Большинство жителей успели бежать, но 40 стариков, оставшихся своих домах, были сожжены все вместе в одном хлеву. Была сожжена новая школа и все церкви села.
Попытка реорганизации греческой дивизии в городе Козани не имела успеха. В то время как авангард дивизии принял бой на подступах к городу, части 22-го и 23-го полка продолжили своё бегство к мосту через реку Аликмон. Положение спасла инженерная рота 3-й дивизии, занявшая мост и остановившая бегство.

## Итоги сражения
Наибольшие потери 5-я дивизия понесла не на поле сражения и не от регулярных османских частей, а от жителей многочисленных тогда в регионе мусульманских сёл. Большинство погибших были застрелены и вырезаны местными мусульманами, при беспорядочном отступлении через их сёла. По причине этого, 5-я дивизия в ходе Первой Балканской войны понесла наибольшие потери убитыми среди всех семи греческих дивизий: 26 офицеров и 273 рядовых.
Командир 5-й дивизии был смещён. Ему грозил трибунал за упущения и за то, что допустил панику. Но в силу того, что ранее он был репетитором наследного принца, полковник Матфеопулос трибунала избежал.
Джавит-паша не рискнул развивать своё наступление. Вернувшись под командование Риза-паши, он вместе с ним попытался остановить сербов у Монастира, после чего отвёл войска через Корчу, Северный Эпир (сегодня Албания) к городу Янина в Эпир и успел принять участие в Сражении при Бизани:251.

## Последствия
В эти же дни, пожертвовав 5-й дивизией, остальные шесть дивизий греческой армии нанесли османским силам Тахсина-паши поражение в сражении при Яннице и 25 октября (7 ноября) 1912 года подошли к македонской столице городу Фессалоники.
Капитуляция турецкого гарнизона Салоник была принята 26 октября, в день Святого Дмитрия, покровителя города. Жертва 5-й дивизии оказалась не напрасной. Фессалоники вновь стали греческим городом:250-251.
Теперь Венизелос торопил армию срочно идти на запад, поскольку и сербы могли дойти до Западной Македнии и под покровительством Италии и Австрии зарождалось албанское государство, чьи территориальные претензии сталкивались с греческими:82.
Венизелос рассматривал новую кампанию как гонку к Битола, где на этот раз антагонистами были сербы.
Константин выступил во главе 4-х дивизий, но как всегда медлил.
Тем временем командование 5-й дивизией принял полковник Геннадис, Стефанос.
Дивизия была усилена частями эвзонов, вновь двинулась на запад Македонии и одержала победы при Команос и при Мавропиги.
4 ноября дивизия получила телеграмму от Константина: «Поздравляю 5-ю дивизию за успешное сражение и проявленное мужество. Рад, что началось смывание пятна и желаю полного его завершения».
6 ноября, повторно и окончательно, был освобождён Сорович. Дивизия освободила также города Науса, Эдесса (был занят всего 3 солдатами), Козани и Гревена:83.
6/19 ноября, после непродолжительного боя, частями 4-й дивизии была освобождена Флорина.
Тем временем, 5 ноября сербы прорвали линию обороны осман на своём участке и Джавит-паша со своими силами ушёл в Корча.
Вокруг Битола образовался вакуум, куда с востока ринулась греческая армия, а севера сербская.
Но в Битола сербы вошли первыми. В пригородах города греческие авангарды встретили сербские конные разъезды и были вынуждены вернуться во Флорину.
Битола достался Сербии. Большая часть греческого населения не пожелала оставаться в пределах сербского государства и переселилась в близлежащие греческие регионы, «питая неугасающую обиду против Венизелоса, который пожертвовал их Родиной ради Салоник»:84.
Несколькими днями позже, 3-я греческая дивизия заняла Корча, но 20 ноября было объявлено перемирие между Болгарией и Сербией с одной стороны, и Османской империей - с другой (Греция этого перемирия не заключалась, и продолжала воевать).